# Domdechant
Der Domdechant, auch Domdekan, ist ein kirchliches Amt innerhalb der Geistlichkeit von bischöflich verfassten Kirchen. Er steht, sofern das Amt in den Statuten des Kapitels vorgesehen ist, dem Domkapitel nach innen vor, während dem Dompropst die Verwaltung der Güter des Kapitels und oftmals die Vertretung nach außen übertragen ist. Der Domdekan ist somit in einem Domkapitel die zweite Dignität. Fehlt die Würde des Dompropstes in einem Kathedralkapitel, z. B. im heutigen Mainzer Domkapitel, ist der Domdekan die erste Dignität des Domkapitels.
Die Besetzung der Stelle ist in den deutschen (Erz)Diözesen unterschiedlich geregelt. In einigen, z. B. München, wird der Domdechant vom Kapitel gewählt und vom Bischof bestätigt, in anderen, z. B. Köln, vom Bischof nach Anhörung des Kapitels ernannt.
Dem Domdechanten fallen in einigen deutschen Kirchenprovinzen wichtige Aufgaben zu, wenn ein neuer Bischof gewählt werden muss. Hier übergibt er die gemäß Artikel 6 des Preußenkonkordats und Artikel 3 des Badischen Konkordates im Falle der Sedisvakanz die vom Domkapitel erstellte Liste mit geeigneten Kandidaten für das Bischofsamt über den Nuntius dem Heiligen Stuhl. Nachdem der Heilige Stuhl unter Würdigung dieser Listen dem Domkapitel eine Liste mit drei Bischofskandidaten übergeben hat, beruft der Domdechant das Domkapitel ein, damit dieses in freier, geheimer Abstimmung einen der drei Kandidaten zum Bischof wählt. Nachdem im Gültigkeitsbereich des Preußenkonkordates die Landesregierungen in der vorgesehenen Form um Stellungnahme gebeten bzw. informiert und keine Einwände erhoben worden sind, gibt der Domdechant das Wahlergebnis über die Nuntiatur dem Apostolischen Stuhl bekannt.
In den evangelisch gewordenen Domkapiteln (z. B. Domstift Brandenburg, Vereinigte Domstifter Naumburg, Merseburg und Zeitz) mussten die Domdechanten – wie auch die anderen Domherren, aus deren Mitte sie gewählt wurden – keine Geistlichen sein; es waren vielmehr oft ehemalige Politiker oder Generale. Ihre Aufgaben bestanden ebenfalls in der Verwaltung der Güter des Domstifts und in dessen Vertretung nach außen. Im Domstift Brandenburg werden heute jedoch der Domdechant und auch dessen Stellvertreter von der Leitung der Landeskirche ernannt und müssen als Pfarrer ordiniert sein.